# Desmond Jeans
Desmond Jeans (14 de noviembre de 1903 – diciembre de 1974) fue un actor cinematográfico de nacionalidad británica.
Nacido en Shimla, en aquel momento parte de la India Británica, era el hermano de las actrices Isabel Jeans y Ursula Jeans.
Desmond Jeans falleció en Halifax (Yorkshire del Oeste), Inglaterra, en 1974.

## Selección de su filmografía
- The Blue Danube (1932)
- Diamond Cut Diamond (1932)
- The Girl from Maxim's (1933)
- Colonel Blood (1934)